# Persone di nome Robert/Scrittori
| Questa pagina contiene informazioni ricavate automaticamente dalle voci biografiche con l'ausilio del template Bio e di un bot. L'aggiornamento è periodico e automatico e ricostruisce completamente la pagina. Se manca una persona in questa lista, sei pregato di non aggiungerla, ma accertati piuttosto che la sua voce biografica contenga il template Bio e che i dati anagrafici siano correttamente compilati. Se il template Bio manca, inseriscilo tu stesso o, in alternativa, metti l'avviso {{tmp\|Bio}} che ne segnala la mancanza. Se i dati riportati sono sbagliati, correggi direttamente la voce biografica; le modifiche saranno visibili in questa lista entro pochi giorni. Per chiarimenti vedi il progetto antroponimi. La lista contiene solo le 92 persone che sono citate nell'enciclopedia e per le quali è stato implementato correttamente il template Bio. Pagina aggiornata al 6 mag 2025. |

Questa è una lista di persone presenti nell'enciclopedia che hanno il nome Robert e sono scrittori.

## A(5)
- Robert Aickman, scrittore britannico (Londra, n. 1914 - † 1981)
- Robert Amadou, scrittore e parapsicologo francese (Bois-Colombes, n. 1924 - Parigi, † 2006)
- Robert Ardrey, scrittore, antropologo e drammaturgo statunitense (Chicago, n. 1908 - Kalk Bay, † 1980)
- Robert Aron, scrittore, storico e saggista francese (Le Vésinet, n. 1898 - Parigi, † 1975)
- Robert Arthur, scrittore statunitense (Corregidor, n. 1909 - Filadelfia, † 1969)

## B(14)
- Robert Baer, scrittore statunitense (Los Angeles, n. 1952)
- Robert Michael Ballantyne, scrittore britannico (Edimburgo, n. 1825 - Roma, † 1894)
- Robert Hayward Barlow, scrittore, poeta e storico statunitense (Leavenworth, n. 1918 - Azcapotzalco, † 1951)
- Robert Barnard, scrittore britannico (Burnham-on-Crouch, n. 1936 - Leeds, † 2013)
- Robert Barr, romanziere britannico (Glasgow, n. 1849 - † 1912)
- Robert Hugh Benson, scrittore e presbitero inglese (Wellington College, n. 1871 - Salford, † 1914)
- Robert Biket, scrittore inglese
- Robert Bloch, scrittore e sceneggiatore statunitense (Chicago, n. 1917 - Los Angeles, † 1994)
- Robert Bourget-Pailleron, scrittore e giornalista francese (Parigi, n. 1897 - Parigi, † 1970)
- Robert Brasillach, scrittore, giornalista e poeta francese (Perpignano, n. 1909 - Arcueil, † 1945)
- Robert Bryndza, scrittore, attore teatrale e commediografo britannico (Lowestoft, n. 1979)
- Robert J. Burch, scrittore statunitense (Contea di Fayette, n. 1925 - Contea di Fayette, † 2007)
- Robert Olen Butler, scrittore statunitense (Granite City, n. 1945)
- Robert Byron, scrittore inglese (Londra, n. 1905 - Oceano Atlantico, † 1941)

## C(6)
- Robert William Chambers, scrittore e pittore statunitense (Brooklyn, n. 1865 - New York, † 1933)
- Robert Clark, scrittore statunitense (Saint Paul, n. 1952)
- Derek Raymond, scrittore britannico (Londra, n. 1931 - Londra, † 1994)
- Robert Coover, scrittore e slavista statunitense (Charles City, n. 1932 - Warwick, † 2024)
- Robert Cormier, scrittore, saggista e giornalista statunitense (Leominster, n. 1925 - Boston, † 2000)
- Robert C. O'Brien, scrittore e giornalista statunitense (n. 1918 - † 1973)

## D(1)
- Robert du Bois de Vroylande, scrittore e nobile belga (Anversa, n. 1907 - Ellrich, † 1944)

## E(2)
- Robert Edsel, scrittore statunitense (Oak Park, n. 1956)
- Robert Escarpit, scrittore, giornalista e sociologo francese (Saint-Macaire, n. 1918 - Langon, † 2000)

## F(6)
- Robert Fabbri, scrittore svizzero (Ginevra, n. 1961)
- Robert Ferrigno, scrittore statunitense (Florida, n. 1947)
- Robert Fisher, scrittore statunitense (New York, n. 1943 - † 2008)
- Peter Fleming, scrittore, giornalista e militare britannico (Londra, n. 1907 - Glencoe, † 1971)
- David Forrest, scrittore inglese
- Bob Forward, scrittore, sceneggiatore e produttore televisivo statunitense (California, n. 1958)

## G(4)
- Robert Charroux, scrittore, saggista e pseudoscienziato francese (Payroux, n. 1909 - Charroux, † 1978)
- Robert Goldsborough, scrittore statunitense (Chicago, n. 1937)
- Robert Greene, scrittore statunitense (Los Angeles, n. 1959)
- Robert van Gulik, scrittore, diplomatico e orientalista olandese (Zutphen, n. 1910 - L'Aia, † 1967)

## H(5)
- Robert Harris, scrittore e giornalista inglese (Nottingham, n. 1957)
- Robert Henriques, scrittore, conduttore televisivo e allevatore britannico (n. 1905 - † 1967)
- Robert Herrick, scrittore statunitense (n. 1868 - † 1938)
- Robert Holdstock, scrittore inglese (Hythe, n. 1948 - Londra, † 2009)
- Robert E. Howard, scrittore statunitense (Peaster, n. 1906 - Cross Plains, † 1936)

## I(1)
- Robert Wilder, romanziere, drammaturgo e sceneggiatore statunitense (Richmond, n. 1901 - San Diego, † 1974)

## J(1)
- Robert Jordan, scrittore statunitense (Charleston, n. 1948 - Charleston, † 2007)

## K(2)
- Francis Kilvert, scrittore inglese (Chippenham, n. 1840 - Bredwardine, † 1879)
- Robert Kimmel Smith, scrittore statunitense (Brooklyn, n. 1930 - Manhattan, † 2020)

## L(5)
- Robert Lafont, scrittore, linguista e politologo francese (Nîmes, n. 1923 - Firenze, † 2009)
- Robert Leeson, scrittore britannico (Barnton, n. 1928 - † 2013)
- Robert Lipsyte, scrittore e giornalista statunitense (New York, n. 1938)
- Robert Littell, scrittore e giornalista statunitense (New York, n. 1935)
- Robert Ludlum, scrittore statunitense (New York, n. 1927 - Naples, † 2001)

## M(9)
- Robert Martin, scrittore statunitense (Chula, n. 1908 - Tiffin, † 1976)
- Robert L. May, scrittore statunitense (Queens, n. 1905 - Evanston, † 1976)
- Robert McCammon, romanziere statunitense (Birmingham, n. 1952)
- Robert McKee, scrittore, sceneggiatore e drammaturgo statunitense (Detroit, n. 1941)
- Robert Menasse, scrittore, traduttore e saggista austriaco (Vienna, n. 1954)
- Robert Merle, scrittore francese (Tébessa, n. 1908 - Parigi, † 2004)
- Robert Monroe, scrittore statunitense (n. 1915 - † 1995)
- Edmund Crispin, scrittore e compositore britannico (Chesham Bois, n. 1921 - Londra, † 1978)
- Robert Musil, scrittore e drammaturgo austriaco (Klagenfurt, n. 1880 - Ginevra, † 1942)

## N(1)
- Robert Nathan, scrittore e poeta statunitense (New York, n. 1894 - Los Angeles, † 1985)

## P(6)
- Robert B. Parker, scrittore statunitense (Springfield, n. 1932 - Cambridge, † 2010)
- Robert Penn Warren, scrittore e poeta statunitense (Guthrie, n. 1905 - Stratton, † 1989)
- Robert Peroni, scrittore, esploratore e alpinista italiano (Renon, n. 1944)
- Robert Phillipson, scrittore britannico (n. 1942)
- Robert Pinget, scrittore svizzero (Ginevra, n. 1919 - Tours, † 1997)
- Robert M. Pirsig, scrittore e filosofo statunitense (Minneapolis, n. 1928 - South Berwick, † 2017)

## S(12)
- Robert Sabatier, scrittore francese (Parigi, n. 1923 - Boulogne-Billancourt, † 2012)
- R. A. Salvatore, scrittore statunitense (Leominster, n. 1959)
- Robert Schneider, scrittore e drammaturgo austriaco (Bregenz, n. 1961)
- Robert Sheckley, scrittore statunitense (New York, n. 1928 - Poughkeepsie, † 2005)
- Robert Harborough Sherard, scrittore e giornalista inglese (Putney, n. 1861 - † 1943)
- Robert Cedric Sherriff, scrittore e sceneggiatore inglese (Hampton Wick, n. 1896 - Esher, † 1975)
- Robert Slatzer, scrittore, critico letterario e regista statunitense (Marion, n. 1927 - Los Angeles, † 2005)
- Robert Southey, scrittore britannico (Bristol, n. 1774 - Keswick, † 1843)
- Robert Spencer, scrittore e blogger statunitense (n. 1962)
- Robert Louis Stevenson, scrittore, drammaturgo e poeta scozzese (Edimburgo, n. 1850 - Vailima, † 1894)
- R. L. Stine, scrittore, produttore televisivo e editore statunitense (Columbus, n. 1943)
- Robert Stone, scrittore statunitense (Brooklyn, n. 1937 - Key West, † 2015)

## T(3)
- Robert Lewis Taylor, scrittore statunitense (Carbondale, n. 1912 - Southbury, † 1998)
- Robert K. G. Temple, scrittore statunitense (n. 1945)
- Robert Traver, scrittore statunitense (Ishpeming, n. 1903 - † 1991)

## W(9)
- Wade Miller, scrittore statunitense (San Diego, n. 1920 - San Diego, † 2012)
- Robert James Waller, scrittore e docente statunitense (Charles City, n. 1939 - Fredericksburg, † 2017)
- Robert Warshow, scrittore statunitense (New York, n. 1917 - † 1955)
- Robert Westall, scrittore inglese (North Shields, n. 1929 - Lymn, † 1993)
- Robert Moore Williams, scrittore e autore di fantascienza statunitense (Farmington, n. 1907 - † 1977)
- Tad Williams, scrittore statunitense (San Jose, n. 1957)
- Robert McLiam Wilson, scrittore britannico (Belfast, n. 1964)
- Robert Anton Wilson, scrittore e saggista statunitense (New York, n. 1932 - Capitola, † 2007)
- Robert Wilson, scrittore britannico (Stanford, n. 1957)